# فيروز أباد (بمبور الشرقي)
فیروز أباد (بالفارسية: فیروزآباد) هي قرية تقع في إيران في قسم بمبور الشرقي الريفي. يقدر عدد سكانها بـ 237 نسمة بحسب إحصاء 2016.